# Klaxons
Klaxons — британская инди-рок-группа, образовавшаяся в 2005 году в Лондоне, Англия, и исполняющая разновидность альтернативного рока, насыщенного элементами электронной танцевальной музыки, известную как нью-рейв. Дебютный альбом Myths of the Near Future (2007) (№ 2 в UK Albums Chart), принёс группе Mercury Prize 2007 года.

## История группы
Рейнолдс и Тейлор-Дэвис образовали группу в конце 2005 года. Дебютный сингл «Gravity’s Rainbow», в марте 2006 года выпущенный начальным тиражом 500 экземпляров, сразу же попал в список Стива Ламакка (диджея Radio 1 Би-би-си), который пригласил квартет записаться для своей программы «Maida Vale Sessions». Выход второго сингла «Atlantis to Interzone» в июне 2006 года (Merok Records) совпал с успешными выступлениями группы на летних британских фестивалях Рединг и Лидс, в рамках NME Indie Rave Tour.
В октябре 2006 года квартет выпустил «Xan Valleys EP» (Modular Recordings), но известность (а затем и Mercury Prize) приобрел с альбомом Myths of the Near Future (январь 2007 года, продюсер — Джеймс Форд из Simian Mobile Disco), поддержанным двумя синглами: «Golden Skans» (№ 7 в ВБ) и «It’s Not Over Yet» (№ 13 в ВБ). По мнению гитариста Тейлора-Дэвиса, пластинка имеет лишь косвенное отношение к рэйвовой культуре: она ближе к работам Боуи и Ино.
В ежегодном опросе NME (проводимом среди музыкальных критиков) Klaxons — впервые в истории — возглавили два списка: «Лучший трек года» («Golden Skans») и «Лучший альбом года» (Myths of the Near Future).
С июля 2007 года участники группы начали работу над вторым альбомом. После некоторого затишья, группа продолжила давать концерты и выступила в Польше, Голландии, Эстонии, России, Чили и Аргентине. В этих шоу Klaxons представили два новых трека — «Valley of the Calm Trees» и «Moonhead». Группа выступила хедлайнером на церемонии «RAMP-2008». В ходе австралийских гастролей 2008 года группа также выступила на фестивале NeverEverLand, организованном лейблом Modular Records. В феврале 2009 года ею были представлены ещё два новых трека — «Imaginary Pleasures» и «In Silver Forest».
В марте 2009 года, Klaxons столкнулись с претензиями своего звукозаписывающего лейбла, который попросил команду перезаписать новый материал. «Да, это правда, нас попросили перезаписать часть нового альбома, — говорил Джейми Рейнольдс. — Дело в том, что мы записали очень жесткую, психоделическую музыку. По мнению нашего лейбла, этот материал чересчур грубый, и мы согласны с этим. Все-таки мы относим себя к категории поп-музыки».
В интервью BBC в апреле 2009 года Рейнольдс заявил, что песни «The Parhelion» (другое название — «Valley of the Calm Trees»), «Moonhead» и новая композиция «Marble Fields and the Hydrolight Head of Delusion» возможно войдут в финальный трек-лист второго альбома. 20 июня, Рейнольдс в интервью журналу Q, заявил, что альбом будет готов где-то к концу июля. Появились также сообщения о том, что альбом будет называться Mysteries of the Unknown.
В ноябре 2009 года группа вылетела в Лос-Анджелес, чтобы начать работу над пластинкой с продюсером Россом Робинсоном, но завершена она не была. 29 марта 2010 года было объявлено, что Klaxons выступят на летних фестивалях в Рединге и Лидсе и там представят публике материал второго альбома.
25 мая 2010 года в эфире у Зэйна Лоу на BBC Radio 1 состоялась премьера трека «Flashover», выложенного также на Klaxons.net. Песня была включена в новый альбом Surfing the Void, который вышел 23 августа и 4 сентября поднялся до #10 в UK Albums Chart. 16 августа состоялся релиз первого сингла из него, «Echoes» (#55 UK).
В октябре 2014 года группа заявила о грядущем распаде. Klaxons отыграли последние концерты тура в поддержку последнего альбома и официально прекратили своё существование.

## Состав
- Джейми Рейнолдс — бас-гитара, вокал
- Джеймс Райтон — клавишные, вокал
- Саймон Тейлор-Дэвис — гитара

Сессионные музыканты
- Джордж Лэтэм — ударные (2014—2014)

Бывшие участники
- Финнигад Кидд — ударные (2005—2006)
- Стеффан Халперин — ударные (2006—2014)

## Дискография

### Альбомы
- 2007 — Myths of the Near Future
- 2010 — Surfing the Void
- 2014 — Love Frequency

### Мини-альбомы
- 2006 — Xan Valleys
- 2010 — Landmarks of Lunacy

### Синглы
- 2006 — Magick
- 2007 — As Above, So Below
- 2007 — Golden Skans
- 2007 — Gravity’s Rainbow
- 2007 — It’s Not Over Yet
- 2010 — Echoes
- 2010 — Twin Flames
- 2014 — There Is No Other Time
- 2014 — Show Me A Miracle

## Награды
| Год  | Награда                    | Номинация                       | Номинируемая работа      | Результат |
| ---- | -------------------------- | ------------------------------- | ------------------------ | --------- |
| 2007 | BT Digital Music Awards    | Best Rock/Indie Artist          |                          | Номинация |
| 2007 | Q Awards                   | Best New Act                    |                          | Номинация |
| 2007 | Mercury Prize              | Best Album                      | Myths of the Near Future | Победа    |
| 2007 | MTV Europe Music Awards    | Best UK & Irish Act             |                          | Номинация |
| 2007 | NME Awards                 | Best New Band                   |                          | Победа    |
| 2007 | Vodafone Live Music Awards | Live Breakthrough Act           |                          | Победа    |
| 2008 | Brit Awards                | Best Live Act                   |                          | Номинация |
| 2008 | Brit Awards                | Breakthrough Act                |                          | Номинация |
| 2008 | Ivor Novello Awards        | Best Contemporary Song          | «Golden Skans»           | Победа    |
| 2008 | NME Awards                 | Best Album                      | Myths of the Near Future | Победа    |
| 2008 | NME Awards                 | Best British Band               |                          | Номинация |
| 2008 | NME Awards                 | Best Video                      | «Golden Skans»           | Номинация |
| 2008 | NME Awards                 | Best Dancefloor Filler          | «Atlantis to Interzone»  | Номинация |
| 2008 | NME Awards USA             | Best International Track        | «Golden Skans»           | Победа    |
| 2008 | NME Awards USA             | Best New International Band     |                          | Победа    |
| 2008 | NME Awards USA             | Best New International Live Act |                          | Победа    |
| 2008 | NME Awards USA             | Best International Album        | Myths of the Near Future | Номинация |
| 2010 | Best Art Vinyl             | Best Artwork                    | Surfing the Void         | Победа    |
| 2011 | NME Awards                 | Best Album Artwork              | Surfing the Void         | Победа    |